# Polyipnus kiwiensis
Polyipnus kiwiensis is een straalvinnige vissensoort uit de familie van diepzeebijlvissen (Sternoptychidae). De wetenschappelijke naam van de soort is voor het eerst geldig gepubliceerd in 1971 door Baird.